# 直角凧形

直角凧形の円周と内周。左端と右端の頂点は直角を持つ。

直角凧形とは、ユークリッド幾何学において、円に内接することができる凧形（4辺が互いに隣接する2組の等しい長さの辺にまとめることができる四角形）である。つまり、円周を持つ凧形（すなわち共円の凧形）である。したがって、直角凧形は凸の四辺形であり、2つの反対側の直角を持つ。正確に2つの直角がある場合、それぞれは異なる長さの辺の間でなければならない。すべての凧は内接円を持つので、すべての直角凧形は双心四角形である。対角線の1つ（対称線となるもの）は、直角凧形を2つの直角三角形に分割し、外接円の直径でもある。
内接円を持つ接線四辺形では、内接円の中心から四辺形の接線となる点までの4本の線分が、四辺形を4つの直角凧形に分割する。

## 特殊例
直角凧形の特殊な例として、対角線の長さが等しく、内接円と外接円が同心である正方形がある。

## 性質
直角凧形は、外接円を持つ場合に限り、直角凧形である（定義による）。これは、2つの対向する直角を持つ凧であることと同じである。

## 計量の公式
直角凧形は2つの直角三角形に分けることができるので、直角三角形のよく知られた性質から、次のような計量式が容易に成り立つ。対角BとDが直角である直角凧形ABCDにおいて、他の2つの角度は次の式から計算できる。
{\displaystyle \tan {\frac {A}{2}}={\frac {b}{a}},\qquad \tan {\frac {C}{2}}={\frac {a}{b}}}
ここで、a＝AB＝AD、b＝BC＝CDとする。右の凧の面積は
{\displaystyle \displaystyle K=ab.}
対称線である対角線ACは、長さが
{\displaystyle p={\sqrt {a^{2}+b^{2}}}}
となり、対角線は垂直なので（つまり、直角凧形は直角四辺形であり、面積は{\displaystyle K={\frac {pq}{2}}})、もう一方の対角線上のBDの長さは
{\displaystyle q={\frac {2ab}{\sqrt {a^{2}+b^{2}}}}}となる。
外接円の半径は、ピタゴラスの定理により
{\displaystyle R={\tfrac {1}{2}}{\sqrt {a^{2}+b^{2}}}}
であり、すべての凧形が接線四辺形であることから、内接円の半径は次式で与えられる。
{\displaystyle r={\frac {K}{s}}={\frac {ab}{a+b}}}
ここで、sは半周長である。
面積は、外接円の半径Rと内接円の半径rで次のように与えられる。
{\displaystyle K=r(r+{\sqrt {4R^{2}+r^{2}}}).}
対角線の交点から時計回りに頂点まで伸びる線分を、次のようにすると{\displaystyle d_{1}d_{2}d_{3}d_{4}}は、
{\displaystyle d_{1}d_{3}=d_{2}d_{4}}となる。
これは幾何平均の定理の直接的な結果である。

## 補足
直角凧形の双対多角形は、等脚接線台形である。

## 他の定義
直角が1つしかない場合は、長さの等しい2つの辺の間にある必要があり、この場合、上記の公式は適用されない。